# Afronychus diastellae
Afronychus diastellae är en spindeldjursart som beskrevs av Meyer 1979. Afronychus diastellae ingår i släktet Afronychus och familjen Tenuipalpidae. Inga underarter finns listade i Catalogue of Life.